# Rhipicephalus muehlensi
Rhipicephalus muehlensi är en fästingart som beskrevs av Zumpt 1943. Rhipicephalus muehlensi ingår i släktet Rhipicephalus och familjen hårda fästingar. Inga underarter finns listade i Catalogue of Life.